# Елизабет Страут
Елизабет Страут (на английски: Elizabeth Strout) е американска писателка, носителка на награда „Пулицър“.

## Ранни години и образование
Страут е родена на 6 януари 1956 г. в Портланд, Мейн, САЩ, в семейство на академици. Баща ѝ е професор по природни науки, а майка ѝ – по английски език, като преподава и творческо писане на гимназисти. От родното си място Страут черпи вдъхновение за част от творбите си, като например градът Шърли Фолс, където се развива действието на четири от деветте ѝ романа.
След като завършва колежа Бейтс в Люистън, Мейн, тя прекарва една година в Оксфорд, Англия. През 1982 г. Страут завършва с отличие и получава докторска степен от юридическия университет в Сиракюз. Същата година първият ѝ разказ е публикуван в списание New Letters.
Страут практикува адвокатската професия само шест месеца. В интервю за The Morning News през 2016 г. авторката казва:
| „ | Толкова много исках да бъда писател, че идеята да се проваля беше почти непоносима за мен. С годините спрях да казвам на хората, че искам да бъда писател – гледат те с такова съжаление. Просто не можех да го понеса. | “ |

Докато преподава на непълен работен ден в общинския колеж на Манхатън, Страут работи върху книгата си Amy and Isabelle. Още при публикуването си тя влиза в краткия списък за наградата Orange през 2000 г. и е номинирана за наградата PEN/Faulkner за 2000 г. в категория проза.
Страут преподава творческо писане както за начинаещи, така и за напреднали в университета „Колгейт“ през есенния семестър на 2007 г. Тя също води магистърската програма по изящни изкуства в Queens University of Charlotte в Шарлът, Северна Каролина.

## Творчество
Първата творба на Страут, „Ейми и Изабел“' (Amy and Isabelle, 1998), получава широко одобрение от критиката, става бестселър и е адаптирана за голям екран с участието на Елизабет Шу. Вторият ѝ роман „Остани с мен“ (Abide with Me, 2006) също се радва на положителни отзиви, но не постига успеха на дебютната ѝ творба.
Две години по-късно Страут публикува „Олив Китридж“ (2008), която има над един милион продадени копия към май 2017 г. и генерира приходи от близо 25 милиона щатски долара. Романът печели наградата „Пулицър“ през 2009 г. Книгата става бестселър на „Ню Йорк Таймс“, а по-късно е адаптирана в минисериал (спечелил няколко награди „Еми“) с Франсис Макдорманд в главната роля. Пет години по-късно Страут публикува The Burgess Boys („Момчетата от Бърджис“, 2013), която също регистрира рекорден брой продажби. През 2016 г. писателката написва My Name Is Lucy Barton („Името ми е Луси Бартън“), който оглавява класацията на бестселъри на „Ню Йорк Таймс“. Луси Бартън става по-късно главният герой в романа Anything is Possible („Всичко е възможно“, 2017 г.). През 2019 г. на пазара излиза продължението на „Олив Китридж“, озаглавено „Oлив Китридж отново“. През 2022 г. Страут става носител на наградата „Зигфрид Ленц“.

### „Олив Китиридж“ и наградата „Пулицър“
Третият роман на Страут, „Олив Китридж“, представлява колекция от тринайсет истории, обединени от главната героиня – понякога осъдителната и непрозорлива, а друг път търпелива и разбираща Олив.
Емили Нюсбаум от „Ню Йоркър“ нарича разказите „Oh, Williamмълчаливи, елегантниOh, William“.[ неясно? ] През 2009 г. е обявено, че романът печели награда „Пулицър“. Луиза Томас пише в „Ню Йорк Таймс“:
| „ | Удоволствието, което носи „Олив Китиридж“, идва от силното отъждествяване със сложните, не винаги възхитителни герои. Има моменти, в които навлизането в гледната точка на героя изглежда включва разкриването на емоция, по-мощна и интересна от обикновеното приятелско чувство – сложна, понякога мрачна, понякога жизненоважна зависимост от другите. Тук няма нищо блудкаво или евтино. Има просто искрено признание, че трябва да се опитаме да разберем хората, дори и да не ги понасяме. | “ |

„Ивнинг Стандард“ дава висока оценка за книгата: „Съвършеният} роман... Толкова добър, че бихте го препрочитали веднъж годишно навярно до края на живота“. „Нюзуик“ пък коментира: „Ще се уловите да мислите за тази трогателна, язвителна героиня дълго след като привършите книгата“.

### „Олив Китридж отново“
Дългоочакваното продължение на отличения с „Пулицър“ роман на Елизабет Страут ни връща в измисленото крайбрежно градче Кросби, за да ни преведе през сложния лабиринт на човешката душа чрез тринайсет нови истории, които правят безпощадна дисекция на това кои сме.
В „Олив Китридж отново“ несравнимата и противоречива героиня – колкото безцеремонна и язвителна, толкова и състрадателна и уязвима, вече е в залеза на живота си. Именно през неизбежната ѝ равносметка Страут пречупва общовалидни истини за загубата, вината, самотата, скръбта и смъртта, но и за приятелството, подкрепата, прошката и обичта независимо от всичко.
Възможно ли е изобщо да опознаем истински себе си и другите? Какво ни формира, какво ни свързва и какво ни разделя? Как животът ни сломява и ни прави своя жертва, но и как най-неочаквано ни предоставя шанс за спасение и изкупление? Това са само част от темите, които засяга тази трогателна и незабравима книга. А изстраданото прозрение на една от героините се превръща в безценно послание, че „нашата задача – може би дори дълг – е да понасяме бремето на неизвестността колкото може по-достойно“.
„Гардиън“ коментира книгата: „Истински триумф... Малцина писатели умеят да поберат толкова емоция и смисъл само в няколко изречения“.

## Личен живот
Страут е омъжена за бившия главен прокурор на Мейн Джеймс Тиърни, преподавател по право в Юридическия факултет на Харвард и директор-основател на State AG, образователен ресурс към службата на главния прокурор.

### Самостоятелни романи
- Amy and Isabelle („Ейми и Изабел“, 1998)[13]
- Abide with Me („Остани с мен“, 2006)
- The Burgess Boys („Момчетата от Бърджис“, 2013)

### Поредица „Олив“ (Olive)
1. Olive Kitteridge (2008)[13]
Олив Китридж, изд. „Кръг“, София (2021), прев. Анелия Данаилова, ISBN: 978-619-7625-11-0
2. Olive, Again (2019)
Олив Китридж отново, изд. „Кръг“, София (2023), прев. Диляна Георгиева, ISBN: 978-619-265-012-4

### Поредица „Амгаш“ (Amgash)
1. My Name Is Lucy Barton („Името ми е Луси Бартън“, 2016)[14][13]
2. Anything is Possible („Всичко е възможно“, 2017)
3. Oh William! („О, Уилям!“, 2021)
4. Lucy by the Sea („Луси край морето“, 2022)